# Michel Delahaye
Michel Delahaye (Vertou, 21 settembre 1929 – Parigi, 22 ottobre 2016) è stato un attore e critico cinematografico francese.

## Biografia
Delahaye fu allevato da un ex pilota della prima guerra mondiale. Frequentò un istituto religioso durante il periodo del secondo conflitto mondiale. Dopo aver svolto i più disparati mestieri, alla fine degli anni cinquanta trovò lavoro come giornalista per dei magazine di attualità. Grazie alla sua amicizia con Éric Rohmer, entrò nel gruppo editoriale dei Cahiers du cinéma, scrivendo recensioni e articoli cinematografici. Nel mentre, insegnò alla La Fémis. 
A causa della sua ostilità verso la politica marxista, fu licenziato dalla rivista nel 1969. A partire dagli anni settanta, Delahaye fu scritturato in vari film come attore comprimario. Continuò ad esercitare la professione di critico per periodici secondari.

## Filmografia

### Cinema
- Bande à part, regia di Jean-Luc Godard (1964)
- Agente Lemmy Caution: missione Alphaville (Alphaville, une étrange aventure de Lemmy Caution), regia di Jean-Luc Godard (1965) - non accreditato
- La vampira nuda (La vampire nue), regia di Jean Rollin (1970)
- Violenza ad una vergine nella terra dei morti viventi (Le frisson des vampires), regia di Jean Rollin (1971)
- Ultimo tango a Parigi, regia di Bernardo Bertolucci - scena eliminata (1972)
- Mica scema la ragazza! (Une belle fille comme moi), regia di François Truffaut (1972)
- I cinesi a Parigi (Les Chinois à Paris), regia di Jean Yanne (1974)
- Appuntamento con l'assassino (L'agression), regia di Gérard Pirès (1975)
- Il pericolo è il mio mestiere (Il faut vivre dangereusement), regia di Claude Makovski (1975)
- I soldi degli altri (L'argent des autres), regia di Christian de Chalonge (1978)
- Holy Motors, regia di Leos Carax - voce (2012)

### Televisione
- I racconti di Edgar Allan Poe (Histoires extraordinaires) – serie TV, episodi 1x4 (1981)